# 平井信正
平井 信正（ひらい のぶまさ、明応元年（1492年）? - 天正13年2月28日（1585年3月29日））は、京都出身の宮内卿・公卿・公家・武将。戒名、梅応院説日円居士。加治田村旧家平井家の始祖。

## 生涯
平井家は源氏を祖とする公家(地下家)で三宝院門跡坊官・宮内卿であった。
平井家の家伝に拠れば、軍術に長じており、20歳頃から宮内卿として御所に仕えていたとされる。
信正は畿内の戦乱を避け縁故の美濃国の斎藤道三の所へ寄寓したとされる。道三が子の義龍と不仲なのでたびたび諫めたが直らないので、道三の所を出て栗野郷に住んだ。
天文16年（1547年）、道三は守護の土岐頼芸を攻めたが、信正は頼芸方について戦った（美濃明細記）。
弘治元年（1555年）の道三討伐では、道三の非道を憎んで反対の立場をとり、斎藤義龍方に加わった。
信正は軍術、更には和歌・連歌・蹴鞠に長けていたので、後に加治田城主斎藤利治が人物を惜んで城下白華山清水寺に招いた。
加治田平井氏初代としてその地で死去した。

## 文献
- 「一世信正　弱冠より後柏原院・後奈良院の両朝に仕え奉り宮内卿・・・（中略）、信正軍術・和歌・連歌・蹴鞠に長ず。故に治隆迎えて清水口に居らしめ、客として之を重んず。住みて此れに年あり。天正十三乙酉二月二十八日春秋九十四才・・・、川原田に葬す。梅応院説日円居士。」（原漢文）。
- 「加治田の平井家の始祖を平井宮内と言った。斎藤道三とは御所に仕えていた高官であった時から縁故の仲であり、末子の斎藤利治とも繋がり、加治田衆の軍術、加治田文化の発展の礎となった」[3][4]。
- 加治田白華山清水寺内に平井宮内石碑墓がある[5]。
- 平井宮内は京都出身で、斎藤道三と関係が深いとされており、末子の斎藤利治が平井信正を賓客として加治田白華山清水寺入口へ迎い入れ、軍術から和歌・連歌・蹴鞠等京都文化を利治や加治田に伝え、それにより加治田は大いに栄えた[6]。

## 子孫
- 子の平井綱正は武士となって織田信長、後に羽柴秀吉に仕えた。小牧・長久手の戦いでは池田恒興に属し、恒興に猿投神社に戦勝祈願するように命じられ急行したが、途中現在の瀬戸市菱野で武具を狙う村人に襲撃され殺害された。以後、菱野では悪病の流行に天災が重なり、夢枕に武士が立って猿投神社に連れて行くよう頼むなどの異変が起こったため、庄屋たちは霊を弔うため京都に行って武士の人形を作り、それを馬に乗せ村人が行列して猿投神社に祈願すると、異変は収まった。綱正の通称は梶田甚五郎といったため、村人は梶田神社を建立して霊を祀り、猿投神社まで人形（でく）の行列をする行事を毎年行うようになったのが、「菱野でく」（菱野おでく祭り）だという[7]。
- 孫（三代目）の平井治房は元服の際、斎藤利治（治隆）の治の字を賜ったと平井家の家譜にあるという[8]。

## 資料
- 美濃加治田平井家文藝資料分類目録[9]。